# Њу Шарон (Ајова)
Њу Шарон (енгл. New Sharon) град је у америчкој савезној држави Ајова. По попису становништва из 2010. у њему је живело 1.293 становника.

## Демографија
Према попису становништва из 2010. у граду је живело 1.293 становника, што је -8 (-0.6%) становника више него 2000. године.
| Група             | 2000.         | 2010.         |
| Белци             | 1.278 (98,2%) | 1.278 (98,8%) |
| Афроамериканци    | 0 (0,0%)      | 0 (0,0%)      |
| Азијати           | 7 (0,5%)      | 0 (0,0%)      |
| Хиспаноамериканци | 9 (0,7%)      | 4 (0,3%)      |
| Укупно            | 1.301         | 1.293         |